# Mario Kart 8
Mario Kart 8 (マリオカート8, Mario Kāto Eito) est un jeu vidéo de course développé par Nintendo EAD et édité par Nintendo pour la console Wii U. Huitième opus de la série Mario Kart, il est sorti en mai 2014 au Japon, en Europe, en Australie et en Amérique du Nord.
Cet épisode met toujours en scène les principaux personnages de l'univers de Super Mario et les oppose dans des courses de kart disputées à douze joueurs sur des circuits situés pour la plupart dans les différents lieux du monde de Mario. Il introduit une nouvelle mécanique de jeu, l'antigravité, qui permet de rouler sur les murs et au plafond dans certaines portions des circuits tout en conservant les mécaniques traditionnelles de la série. Le jeu bénéficie de graphismes en haute définition et propose également des fonctionnalités en ligne via le Nintendo Network.
Le jeu est globalement bien accueilli par la critique et est récompensé par différents prix en 2014. Ses graphismes, sa fluidité et son mode multijoueur en ligne sont notamment mis en avant, mais l'utilisation limitée du Wii U GamePad et le mode Bataille sont les principaux reproches émis. Le jeu s'est écoulé à 8,46 millions d'exemplaires dans le monde, faisant de lui le jeu le plus vendu de la Wii U.
Après la sortie du jeu, Nintendo propose des mises à jour du logiciel permettant notamment la compatibilité avec les figurines amiibo ainsi que du contenu téléchargeable ajoutant de nouveaux éléments au jeu, notamment des circuits, des personnages et des véhicules inspirés d'autres licences de l'éditeur.
Une reprise améliorée du jeu nommée Mario Kart 8 Deluxe est sortie le 28 avril 2017 sur Nintendo Switch. Cette version propose notamment des ajustements de gameplay, une refonte du mode Bataille et contient l'intégralité du contenu supplémentaire du jeu Wii U, ainsi que de nouveaux circuits disponibles par la suite via contenu téléchargeable. Il s'agit du jeu le plus vendu de la licence Mario Kart devant Mario Kart Wii et du jeu le plus vendu de la console. Les deux versions réunies se sont écoulées à plus de 77,26 millions d'exemplaires en août 2025.

## Univers

### Personnages
Le jeu propose initialement trente personnages jouables, divisés en catégories de poids influençant leurs statistiques et leur maniabilité pendant la course. Le joueur retrouve ainsi des personnages récurrents comme Mario, Luigi, Peach, Daisy, Harmonie, Mario de métal, Yoshi, Toad, Koopa, Maskass, Lakitu, Toadette, Bébé Mario, Bébé Luigi, Bébé Peach, Bébé Daisy, Bowser, Donkey Kong, Wario, Waluigi et le Mii. De plus, Nintendo introduit pour la première fois dans la série les sept Koopalings, ainsi que Bébé Harmonie et Peach d'or rose.
De plus, six personnages supplémentaires sont ajoutés au jeu via contenu additionnel payant. Il s'agit de Link de la série The Legend of Zelda, le/la Villageois(e) et Marie d'Animal Crossing, Mario tanuki, Peach chat et Bowser Skelet.
Enfin, les figurines amiibo de Mario, Luigi, Peach, Yoshi, Donkey Kong, Samus, Fox, Link, Captain Falcon, Kirby, Toad, Wario, Harmonie, Sonic, Villageois, Mega Man, Pac-Man, Bowser et Olimar peuvent être utilisées dans le jeu afin de débloquer des costumes inédits à l'effigie de ces personnages pour le Mii.

### Circuits et arènes
Le jeu comprend un total de quarante-huit circuits répartis en douze coupes. Quatre d'entre-elles proposent des circuits inédits, quatre autres des circuits revisités des épisodes précédents et, enfin, quatre disponibles via contenu additionnel qui mélangent circuits inédits et revisités.
De plus, pour la première fois dans la série, le mode Bataille de ballons prend place non plus dans des arènes mais sur des circuits accessibles aussi bien dans le sens de la piste que dans le sens contraire.
| Circuits inédits      | Circuits inédits       | Circuits inédits    | Circuits inédits      |
| Coupe Champignon      | Coupe Fleur            | Coupe Étoile        | Coupe Spéciale        |
| --------------------- | ---------------------- | ------------------- | --------------------- |
| Champidrome           | Circuit Mario          | Aéroport Azur       | Voie céleste          |
| Parc Glougloop        | Promenade Toad         | Lagon Tourbillon    | Désert Toussec        |
| Piste aux délices     | Manoir trempé          | Club Mario          | Château de Bowser     |
| Temple Thwomp         | Cascades Maskass       | Descente givrée     | Route Arc-en-ciel     |
| Circuits rétros       |                        |                     |                       |
| Coupe Carapace        | Coupe Banane           | Coupe Feuille       | Coupe Éclair          |
| Wii Prairie Meuh Meuh | GCN Désert Sec Sec     | DS Stade Wario      | DS Horloge Tic-Tac    |
| GBA Circuit Mario     | SNES Plaine Donut 3    | GCN Royaume Sorbet  | 3DS Égout Piranha     |
| DS Plage Cheep Cheep  | N64 Autodrome royal    | 3DS Piste musicale  | Wii Volcan grondant   |
| N64 Autoroute Toad    | 3DS Forêt tropicale DK | N64 Vallée Yoshi    | N64 Route Arc-en-ciel |
| Circuits additionnels |                        |                     |                       |
| Coupe Œuf             | Coupe Triforce         | Coupe Crossing      | Coupe Clochette       |
| GCN Circuit Yoshi     | Wii Mine Wario         | GCN Parc Baby       | 3DS Koopapolis        |
| Arène d'Excitebike    | SNES Route Arc-en-ciel | GBA Pays Fromage    | GBA Route Ruban       |
| Route du dragon       | Station Glagla         | Passage Feuillage   | Métro Turbo           |
| Mute City             | Circuit d'Hyrule       | Animal Crossing     | Big Blue              |
| Arènes                |                        |                     |                       |
| Wii Prairie Meuh Meuh | GCN Désert Sec Sec     | SNES Plaine Donut 3 | N64 Autoroute Toad    |
| Circuit Mario         | Promenade Toad         | GCN Royaume Sorbet  | N64 Vallée Yoshi      |

### Objets
Comme ses prédécesseurs, Mario Kart 8 n'échappe pas à la règle : les objets sont présents et peuvent renverser le cours d'une bataille ou d'une course. Pour en obtenir un, le joueur doit traverser une des boîtes à objets disséminées sur la piste. De nombreux d'entre eux sont disponibles dans cet épisode, aussi bien des récurrents comme la Banane et la Carapace verte, que de nouveaux :
- La Fleur boomerang : le joueur dispose d'un boomerang qui peut être jeté au maximum trois fois, frappant les concurrents situés sur ses aller-retour.
- Le Grand 8 : cet objet est similaire à l'Atout 7 de Mario Kart 7. Huit objets apparaissent autour du véhicule du joueur. L'objet utilisé est celui passant devant le joueur. Ce dernier a le choix entre un Champi turbo, une Banane, une Carapace verte et rouge, une Bob-omb, une Super étoile, un Bloups et une Pièce.
- La Plante Piranha : fait apparaître une Plante Piranha en pot à l'avant du véhicule du joueur. Celle-ci mord aussi bien les concurrents que les objets passant à proximité. À chaque morsure, le joueur bénéficie d'une légère accélération.
- Le Super klaxon : cet objet génère une puissante onde de choc autour du joueur, qui renverse tous les concurrents situés à proximité et libère la piste des objets alentour. Cet objet a également assez de puissance pour briser la Carapace à épines.

## Système de jeu

### Généralités
Mario Kart 8 est un jeu de course proposant au joueur des courses de karts dans l'univers de Super Mario. L'écran offre une vue à la troisième personne sur le kart et affiche la position du joueur dans le classement, le nombre de tours, l'objet obtenu et le nombre de pièces qu'il possède, ainsi que la carte du circuit après la mise à jour du logiciel. Jouable avec le Wii U GamePad, le jeu profite de son écran pour afficher au choix un bouton de klaxon, la carte du circuit ou bien l'affichage complet du jeu pour jouer sans téléviseur. Il propose aussi d'utiliser la fonction gyroscopique comme un volant pour diriger le véhicule. Il est également jouable avec la Manette Wii U Pro, la Wiimote accompagnée du Nunchuck, la Manette classique ou encore le Wii Wheel,.
Le jeu propose initialement trente-deux circuits répartis équitablement en huit coupes. La moitié de ces circuits sont inédits, c'est-à-dire spécialement conçus pour cet épisode, tandis que le reste est une sélection de circuits des épisodes précédents très largement remaniés pour la première fois de la série,. De plus, quatre coupes sont proposées par contenu téléchargeable payant et proposent des circuits inédits, dont certains sont inspirés d'autres franchises de Nintendo comme The Legend of Zelda, Excitebike, F-Zero ou Animal Crossing, aux côtés de circuits rétros. Chaque circuit comporte des boîtes à objets que le joueur peut briser afin d'obtenir un objet choisi aléatoirement suivant sa position dans le classement et qui permet d'obtenir un avantage sur ses adversaires. Certains objets tels que les bananes ou les carapaces permettent d'attaquer les karts adverses afin de les ralentir tandis que d'autres comme le champignon turbo ou Bill Ball augmentent la vitesse du véhicule. Quatre nouveaux objets font leur apparition : la Fleur boomerang, qui peut toucher un adversaire lorsque le boomerang revient vers son lanceur, la Plante Piranha, qui mord les concurrents à proximité et débarrasse la piste des objets encombrants, le Super klaxon, qui crée une onde de choc renversant les adversaires et détruisant les objets y compris la carapace à épines, ainsi que le Grand 8, qui fait apparaître huit objets différents en même temps autour du joueur. D'après Hideki Konno et Kosuke Yabuki, Mario Kart 8 offre le meilleur équilibrage des objets de la série. En effet, par exemple, les triples bananes tournent désormais autour du véhicule et ne sont plus alignées derrière le joueur. De plus, il n'est plus possible de garder un objet en réserve lorsque le bouton d'utilisation des objets est maintenu. Chaque personnage ne peut donc posséder qu'un seul objet à la fois.
Par ailleurs, le jeu reprend le système des pièces permettant d'obtenir un bonus de vitesse au bout de dix pièces récoltées, la personnalisation des véhicules, les courses aériennes et sous-marines de Mario Kart 7 et les motos et les courses à douze joueurs de Mario Kart Wii. En nouveauté, le jeu introduit la présence de quads et une nouvelle mécanique antigravitationnelle permettant de rouler sur les murs et à l'envers en lévitation sur certaines parties des circuits,. Dans ces portions signalées par des panneaux bleu clair et une modification de l'orientation des roues du véhicule, les joueurs peuvent se rentrer dedans ou percuter certains obstacles afin d'effectuer un tournis-turbo et ainsi profiter d'une brève accélération.
Le jeu bénéficie de graphismes HD et tourne à 60 images par seconde à un et deux joueurs, et à 30 images par seconde au-delà.

### Modes de jeu
Mario Kart 8 est jouable en solo ou en multijoueur, et permet d'opposer dans ce dernier mode jusqu'à douze joueurs en ligne. Il propose les modes de jeu Grand Prix, Contre-la-montre, Course VS et Bataille de ballons.
Le mode Grand Prix est le mode de jeu de course principal. Dans celui-ci, le joueur affronte onze adversaires contrôlés par l'ordinateur et concourt dans les différentes coupes du jeu. À l'arrivée d'un circuit, des points sont attribués aux concurrents selon leur ordre d'arrivée. À la fin d'une coupe, un classement général est établi par l'addition des points obtenus lors des quatre courses, et un indice est attribué au joueur en fonction de son résultat. Ce mode est constitué de quatre types de jeu correspondant à la difficulté de la course : 50 cc, 100 cc, 150 cc ainsi qu'un mode « miroir » en 150 cc dans lequel les circuits sont inversés comme les reflets des circuits normaux à travers un miroir. Enfin, la mise à jour 4.0 permet aux joueurs de concourir en 200 cc, qui serait en termes de vitesse plutôt équivalent à du 415 cc. La mise à jour 4.1 débloque automatiquement les modes miroir et 200 cc.
Le mode Contre-la-montre permet d'établir seul en piste des records de temps sur les différents circuits, sans concurrents. Ces records de temps sont matérialisés par un véhicule fantôme qui reproduit le parcours exact emprunté par le joueur.
Dans la Bataille de ballons, le but est d'éclater ou de voler les ballons des concurrents en utilisant les objets disponibles. Le joueur ou l'équipe ayant éclaté le plus de ballons avant la fin du temps imparti l'emporte.

### Fonctionnalités en ligne

#### Jeu en ligne
Lors de l'E3 2013, Hideki Konno affirme que le jeu offrira le plus grand nombre de modes multijoueurs en ligne que la série n'ait jamais connu auparavant. Le jeu en ligne offre la possibilité de disputer des courses et des batailles de ballons de manière aléatoire ou en les personnalisant en modifiant les paramètres. Ces modes de jeux sont disponibles dans quatre options : Mondial, Régional, Amis/Adversaires et Tournoi, dans lequel il est possible de créer son propre tournoi et ses règles concernant la date, la durée, la difficulté, ainsi le type de véhicule et d'objets autorisés. Dans l'option Amis/Adversaires, un chat vocal via le Wii U GamePad permet de discuter pendant la sélection du circuit.

#### Mario Kart TV
Le mode Mario Kart TV, également désigné sous l’acronyme « MKTV », propose des rediffusions des meilleurs moments des courses. Ces meilleures séquences sont choisies automatiquement par le jeu et mettent principalement en avant les interactions entre les joueurs en multijoueur. En visionnant une vidéo, il est possible de revenir en arrière, de la voir au ralenti ou encore de la télécharger.
Les photos et vidéos des courses en mode cinématique peuvent être partagées directement sur Miiverse ou sur YouTube grâce à un compte Google. Mario Kart TV est également accessible par internet à partir du 29 mai 2014, jusqu'à la fermeture du site le 4 avril 2016.

## Développement

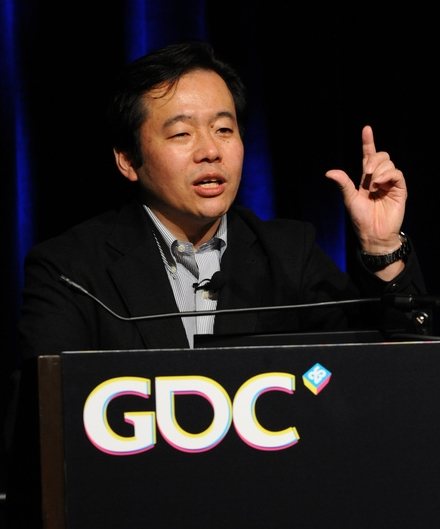
Hideki Konno est le producteur du jeu.

Mario Kart 8 est développé par Nintendo EAD avec l'aide du studio Bandai Namco Games. Annoncé brièvement par Nintendo en janvier 2013, le jeu est dévoilé lors du Nintendo Direct diffusé à l'occasion de l'E3 2013. La forme du 8 dans le logo du jeu est inspirée du ruban de Möbius, tout comme le Circuit Mario.
Le développement du jeu débute au cours du premier semestre de 2012. Le nouveau système de jeu, l'antigravité, est introduit pour apporter encore plus de diversité aux différents circuits, après la conduite sous l'eau et dans les airs introduites dans l'opus précédent. Au cours du développement, l'équipe de production envisage des courses sous terre, mais leur choix se porte finalement sur un système d'antigravité, permettant de rouler sur les murs et au plafond, basé sur la gravité dynamique introduite dans Mario Kart 7 dans les sections sous-marines ou dans une portion du circuit Route Arc-en-ciel,. Grâce à la puissance de la Wii U, ces circuits nécessitant beaucoup plus de polygones que des circuits plats ont pu voir le jour. Pour se rendre compte visuellement du changement de gravité, les développeurs essayent différentes configurations de jeu, notamment la caméra fixe et le véhicule qui pivote, mais cette idée n'est pas retenue du fait des nausées que cela pouvait entraîner chez le joueur. Finalement, la caméra pivote pour maintenir en permanence le véhicule à la même position sur l'écran. Ainsi, le phénomène d'antigravité est principalement visible dans les replays,. Pour le tournis-turbo, les développeurs se sont inspirés du comportement des toupies japonaises qui se percutent, trouvant cela adapté pour simuler les collisions des véhicules en antigravité.
Les motos, plus rapides que les karts dans Mario Kart Wii, possèdent un nouvel équilibrage dans le jeu. Dorénavant, les karts disposent d'une meilleure vitesse en ligne droite tandis que l'utilisation des motos est plus propice pour les circuits à virages serrés. Les anciens circuits sont entièrement remodélisés pour prendre en compte les courses à douze joueurs et proposer des sections aériennes, sous-marines et antigravitationnelles. Les règles du mode Bataille de ballons sont également revues et se déroulent sur des circuits du jeu.
Mario Kart 8 est commercialisé officiellement le 29 mai 2014 au Japon, le 30 mai en Europe et en Amérique du Nord, et le 31 mai en Australie. Une édition collector limitée du jeu, contenant une figurine de la carapace à épines, est également commercialisée. De plus, deux campagnes promotionnelles d'une durée limitée sont lancées par Nintendo, dont une offrant un jeu Wii U uniquement en Amérique du Nord et en Europe pour les joueurs ayant enregistré leur jeu avant le 31 juillet 2014.
La compatibilité du jeu avec les figurines amiibo est annoncée lors de l'E3 2014. Ainsi, après la mise à jour 3.0, dix figurines peuvent être utilisées pour débloquer de nouveaux costumes aux Mii. Cette fonctionnalité est ajoutée par un patch sorti le 13 novembre 2014. La mise à jour 4.0 permet d'utiliser neuf autres figurines.
Le 5 décembre 2015, Disney XD et Nintendo se sont associés dans le sport électronique en diffusant une compétition de Mario Kart 8 nommée Clash of Karts,.

### Équipe de développement
- Producteur : Hideki Konno
- Coproducteur : Yasuyuki Oyagi
- Producteur général : Shigeru Miyamoto
- Producteur exécutif : Satoru Iwata
- Directeur : Kosuke Yabuki
- Directeur de programmation : Yusuke Shiraiwa
- Directeur de conception : Yoshihisa Morimoto et Manabu Okano
- Musique : Shiho Fujii, Atsuko Asahi, Ryo Nagamatsu et Yasuaki Iwata
- Remerciements particuliers : Bandai Namco Games[53]

### Bande sonore
Composée par Shiho Fujii, Atsuko Asahi, Ryo Nagamatsu et Yasuaki Iwata sous la direction de Kenta Nagata, la musique de Mario Kart 8 est enregistrée intégralement en réel. En plus d'accélérer lors du dernier tour de course, la musique du jeu s'adapte selon la situation de la course dans certains circuits, avec par exemple le changement d'instruments lorsque le joueur se situe sur un segment de circuit particulier comme les sections sous-marines. De même, certains éléments de l'environnement bougent au rythme de la musique,. Un double CD de la bande originale est proposé sur le Club Nintendo japonais à partir de février 2015, puis sur le Club Nintendo européen à partir de juillet 2015.
Vingt-et-un comédiens de doublage réalisent les différentes voix des personnages. Charles Martinet en double le plus avec sept personnages à son actif, qui sont Mario, Luigi, Wario, Waluigi, Bébé Mario, Bébé Luigi et Mario de métal, tandis que les Mii disposent de huit comédiens différents, quatre hommes et quatre femmes.

### Contenu supplémentaire
En mai 2014, Nintendo annonce une collaboration avec le constructeur automobile Mercedes Benz pour proposer des véhicules ayant comme modèle des voitures Mercedes. Ce contenu téléchargeable est rendu disponible gratuitement à partir du 27 août 2014 dans le monde, en même temps qu'une mise à jour du logiciel proposant les statistiques de jeu et un affichage de la carte du circuit sur l'écran de jeu pendant une course.
Du contenu additionnel en téléchargement payant est annoncé en août 2014. Il s'agit de deux lots ajoutant chacun au jeu deux nouvelles coupes de quatre circuits chacunes, quatre nouveaux véhicules et trois nouveaux personnages, et dont certains de ces éléments proviennent de différentes franchises de Nintendo. Les deux lots sont commercialisés séparément ou dans un ensemble proposant un tarif réduit et offrant huit couleurs de Yoshi et de Maskass jouables immédiatement après achat.
Le premier lot, commercialisé le 13 novembre 2014, est un crossover avec la série The Legend of Zelda et propose des éléments issus des licences The Legend of Zelda, F-Zero et Excitebike. Le deuxième lot, commercialisé le 23 avril 2015, est un crossover avec la série Animal Crossing.
Pour Nintendo, ce type d'ajout est une méthode efficace pour maintenir un grand nombre de joueurs actifs sur le jeu tout en introduisant des éléments « frais et nouveaux » ne provenant pas de l'univers de Mario. Le choix des licences s'est fait avec l'objectif de respecter au mieux l'équilibre du système du jeu.

## Mario Kart 8 Deluxe
Publié le 28 avril 2017 dans le monde, Mario Kart 8 Deluxe est une réédition améliorée considérée comme la version définitive du huitième opus de la série Mario Kart. Il a été révélé le 13 janvier 2017 dans la vidéo de présentation de la console Nintendo Switch.
En plus d'ajouter du contenu tels que des personnages et des arènes pour le mode Batailles, Mario Kart 8 Deluxe, à l'instar de son prédécesseur, propose du contenu additionnel payant qui permet d'ajouter des circuits et des personnages supplémentaires.

### Ajouts et changements
Bien que tous les circuits présents dans Mario Kart 8, contenu additionnel inclus, aient été repris, le mode Bataille, en revanche, a été entièrement retravaillé. En effet, ce dernier se décline en cinq modes aux règles différentes, à savoir les traditionnelles Bataille de ballons et Bataille de pièces, mais aussi Bob-ombs à gogo et Capture de soleil comme dans Mario Kart: Double Dash!!. Un nouveau mode, intitulé « Traque sur la piste », dans lequel une équipe doit capturer l'autre à l'aide de Plantes Piranha, fait également son apparition. Enfin, les circuits du mode Bataille de Mario Kart 8 font dorénavant place à huit arènes, dont cinq sont inédites et trois tirées d'épisodes précédents qui ont été revisitées.
| Arènes           | Arènes              | Arènes                | Arènes          |
| ---------------- | ------------------- | --------------------- | --------------- |
| Stade Bousculade | Île aux délices     | Palais du dragon      | Colonie lunaire |
| 3DS Wuhuville    | GCN Manoir de Luigi | SNES Arène Bataille 1 | Passage Turbot  |

Par ailleurs, la liste des personnages jouables s’est allongée à quarante-deux avec l'ajout de pilotes récurrents de la série qui sont Bowser Jr., le Roi Boo et Skelerex, ainsi que Mario d'or en tant que costume alternatif à débloquer de Mario de métal. De plus, le crossover avec la série Splatoon met à la disposition du joueur l'arène Passage Turbot issue de la série et des Inklings, garçons et filles, en tant que personnages jouables, en plus de différents éléments de personnalisation de véhicules.
De plus, d'anciens objets ont été réintroduits, comme le Boo, qui rend intangible le joueur qui l'utilise et permet de dérober un objet détenu par un autre joueur au hasard, et la Plume acrobate de Super Mario Kart, exclusive au mode Bataille, qui permet de sauter par-dessus les obstacles des arènes. De même, le joueur peut désormais disposer de deux objets en même temps, à la manière de Mario Kart: Double Dash!!.
Enfin, les modes « conduite assistée » et « auto-accélération » ont été ajoutés pour permettre aux joueurs les moins aguerris de pouvoir profiter de l'expérience de jeu à leur rythme. La technique du « Fire Hopping », qui consiste à effectuer des petits sauts après une légère accélération, ne permet plus d'obtenir un bonus de vitesse comme dans la version Wii U,. Une troisième phase de mini-turbo vient également s'ajouter aux deux présentes dans Mario Kart 8. Représentée sous la forme d'étincelles violettes, elle offre ainsi au joueur une accélération plus longue s'il dérape plus longtemps.

### Contenu téléchargeable

#### Mises à jour
Depuis sa sortie, Mario Kart 8 Deluxe a accueilli plusieurs mises à jour rééquilibrant la jouabilité et ajoutant parfois du nouveau contenu gratuit au jeu.
Ainsi, depuis le 27 juin 2018, le crossover avec Nintendo Labo offre au joueur la possibilité d'utiliser l'accessoire Toy-Con guidon de moto comme manette de jeu.
Le 20 juillet 2018, un crossover avec le jeu The Legend of Zelda: Breath of the Wild met à disposition du joueur la tenue de Prodige de Link en tant que costume alternatif de ce dernier, et inclut un châssis, une paire de roues et une aile exclusifs inspirés du jeu.
Enfin, la mise à jour déployée le 9 novembre 2023 a ajouté un menu pour écouter l'intégralité des musiques du jeu, disponible depuis le menu principal, ainsi que la compatibilité avec l'amiibo Daisy pour débloquer un costume pour le Mii à son effigie.

#### Contenu additionnel
Annoncé lors du Nintendo Direct du 9 février 2022, le contenu additionnel payant pour Mario Kart 8 Deluxe ajoute quarante-huit circuits intégralement tirés des épisodes de toute la série principale Mario Kart. Il est disponible via l'achat du pass circuits additionnels ou via l'abonnement « Nintendo Switch Online + Pack additionnel ». Les circuits sont toutefois jouables sans achat dans le mode en ligne, afin de ne pas diviser la communauté en deux groupes.
La sortie de ce contenu additionnel s'est chelonnée en six vagues de huit circuits chacune. Ainsi, la première vague est disponible depuis le 18 mars 2022, la seconde depuis le 4 août 2022, la troisième depuis le 7 décembre 2022, la quatrième depuis le 9 mars 2023, la cinquième depuis le 12 juillet 2023 et, enfin, la dernière depuis le 9 novembre 2023.
| Circuits additionnels     | Circuits additionnels        | Circuits additionnels      | Circuits additionnels      |
| Coupe Turbo dorée         | Coupe Maneki-neko            | Coupe Navet                | Coupe Hélico               |
| ------------------------- | ---------------------------- | -------------------------- | -------------------------- |
| Tour Promenade à Paris    | Tour Traversée de Tokyo      | Tour Escapade new-yorkaise | Tour Sprint à Sydney       |
| 3DS Circuit Toad          | DS Corniche Champignon       | SNES Circuit Mario 3       | GBA Pays neigeux           |
| N64 Montagne Choco        | GBA Jardin volant            | N64 Désert Kalimari        | Wii Gorge Champignon       |
| Wii Supermarché Coco      | Tour Dojo ninja              | DS Flipper Waluigi         | Tour Cité Sorbet           |
| Coupe Pierre              | Coupe Lune                   | Coupe Fruit                | Coupe Boomerang            |
| Tour Détour à Londres     | Tour Balade berlinoise       | Tour Virée à Amsterdam     | Tour Bousculade à Bangkok  |
| GBA Lac Boo               | DS Jardin Peach              | GBA Riverside Parc         | DS Circuit Mario           |
| 3DS Mont Éboulis          | Tour Mont festif             | Wii Pic DK                 | GCN Stade Waluigi          |
| Wii Bois Vermeil          | 3DS Route Arc-en-ciel        | Tour Île de Yoshi          | Tour Poursuite à Singapour |
| Coupe Plume               | Coupe Cerises                | Coupe Gland                | Coupe à épines             |
| Tour Athènes antique      | Tour Road-trip à Los Angeles | Tour Roma romantica        | Tour Méandres madrilènes   |
| GCN Paquebot Daisy        | GBA Pays Crépuscule          | GCN Montagne DK            | 3DS Monde glacé d'Harmonie |
| Wii Route Clair de Lune   | Wii Cap Koopa                | Wii Circuit Daisy          | SNES Château de Bowser 3   |
| Tour Course à la propreté | Tour Virages à Vancouver     | Tour Ruines Plante Piranha | Wii Route Arc-en-ciel      |

En plus des circuits, le contenu additionnel met à disposition huit personnages supplémentaires tirés de toute la série : Birdo, Flora Piranha, Wiggler, Kamek, Diddy Kong, Funky Kong, Pauline et Peachette. De plus, une sélection de costumes pour le Mii issus de Mario Kart Tour est également disponible.

## Accueil

### Critiques
Les critiques de Mario Kart 8 et Mario Kart 8 Deluxe sont globalement très positives. Le site de compilations de critiques Metacritic indique des moyennes respectives de 88% et 92%, calculée chacune sur 82 et 60 critiques,.
Le site IGN déclare que Mario Kart 8 est le meilleur jeu de la série depuis de nombreuses années, mêlant avec habileté d'anciens mécanismes de jeu tout en introduisant de nouveaux. Bien que les graphismes en haute définition et la musique orchestrale lui apportent un plus, le site regrette une maigre prise en compte des spécificités du Wii U GamePad et un mode Bataille de ballons faible. Selon Jeuxvideo.com, le jeu est très divertissant et bien équilibré, mais les pistes des circuits sont trop larges, entraînant une faible sensation de vitesse, et le mode solo est trop facile, bien que l'intérêt principal réside dans le mode en ligne. GameSpot salue la capacité de Nintendo à garder la série à un très bon niveau, mais émet des critiques concernant le mode Bataille de ballons du fait qu'il reprend les circuits du jeu au lieu d'avoir des arènes dédiées. Enfin, le site Gamekult qualifie le jeu de « franche réussite » du fait d'un équilibre entre compétences de pilotage et utilisation des objets, mais reproche une faible utilisation du Wii U GamePad et un mode Bataille de ballons raté. Digital Foundry juge l'aspect technique du jeu proche de la perfection avec une grande attention portée aux détails et ses 59 à 60 images par seconde en mode un joueur.
Les critiques du contenu téléchargeable sont également positives, avec une moyenne de 87 % pour le premier contenu et de 90 % pour le second sur Metacritic. Le très bon ratio contenu/prix est notamment mis en avant, avec des nouveaux circuits tout aussi inspirés que les circuits du jeu,,. Également, l'ajout du mode 200 cm3 est bien accueilli et permet d'ajouter un nouveau challenge au jeu. Cette nouvelle option de vitesse oblige en effet le joueur à réapprendre les circuits du jeu, initialement conçus pour des vitesses plus lentes, forçant notamment l'utilisation du bouton de frein et la prise de nouvelles trajectoires,.
Mario Kart 8 Deluxe reçoit quant à lui des critiques encore plus positives, avec une moyenne de 92 % calculée sur 95 critiques selon Metacritic. Du fait de l'inclusion des différents contenus téléchargeables, les critiques mettent en avant le contenu très complet de cette version,, bien que l'absence de nouveaux circuits peut décevoir notamment ceux ayant déjà joué à la version Wii U. Le retravail du mode Bataille est unanimement bien accueilli,,, tout comme le rééquilibrage du gameplay,. La qualité des graphismes de la première vague des circuits additionnels sortie le 18 mars 2022 est toutefois critiquée, avec moins de détails et un style plus « cartoon » se rapprochant de celui de Mario Kart Tour,,.

### Ventes
Mario Kart 8 s'est écoulé à 1,2 million d'exemplaires dans le monde lors de son week-end de lancement sur Wii U, avec notamment 325 892 exemplaires vendus au Japon, soit près de 81 % du stock initial. Au Royaume-Uni, la sortie du jeu a permis d'augmenter de 666 % les ventes de la Wii U. Aux États-Unis, le jeu s'est écoulé à 470 000 exemplaires sur le mois de juin 2014, portant les ventes totales américaines à 885 000 exemplaires depuis le lancement du jeu fin mai, et les ventes totales à 2,82 millions d'exemplaires. Les ventes américaines ont atteint le million d'exemplaires au 14 août 2014 et ont dépassé 1,7 million d'exemplaires fin 2014. Les ventes totales sur Wii U sont de 8,46 millions d’exemplaires.
Les ventes de la version Deluxe ont rapidement dépassé celles de l'original : au 31 mars 2018, moins d'un an après sa sortie, elles atteignent 9,22 millions de ventes. En septembre 2021, les ventes s'élèvent à 38,74 millions d'exemplaires, dépassant les ventes totales de Mario Kart Wii. Le 1er août 2025 les ventes sont de 68,86 millions d'exemplaires.
| Jeu                 | Date              | Nombre de ventes             |
| ------------------- | ----------------- | ---------------------------- |
| Mario Kart 8        | 1er juin 2014     | 1,2 million d'exemplaires    |
| Mario Kart 8        | 30 juin 2014      | 2,82 millions d'exemplaires  |
| Mario Kart 8        | 30 septembre 2014 | 3,49 millions d'exemplaires  |
| Mario Kart 8        | 30 décembre 2014  | 4,77 millions d'exemplaires  |
| Mario Kart 8        | 30 septembre 2016 | 8 millions d'exemplaires     |
| Mario Kart 8        | 30 septembre 2023 | 8,46 millions d'exemplaires  |
| Mario Kart 8 Deluxe | 30 juin 2017      | 3,54 millions d'exemplaires  |
| Mario Kart 8 Deluxe | 30 septembre 2017 | 4,42 millions d'exemplaires  |
| Mario Kart 8 Deluxe | 31 décembre 2017  | 7,33 millions d'exemplaires  |
| Mario Kart 8 Deluxe | 31 mars 2018      | 9,22 millions d'exemplaires  |
| Mario Kart 8 Deluxe | 30 juin 2018      | 10,35 millions d'exemplaires |
| Mario Kart 8 Deluxe | 30 septembre 2018 | 11,71 millions d'exemplaires |
| Mario Kart 8 Deluxe | 31 décembre 2018  | 15,02 millions d'exemplaires |
| Mario Kart 8 Deluxe | 31 mars 2019      | 16,69 millions d'exemplaires |
| Mario Kart 8 Deluxe | 30 juin 2019      | 17,89 millions d'exemplaires |
| Mario Kart 8 Deluxe | 30 septembre 2019 | 19,01 millions d'exemplaires |
| Mario Kart 8 Deluxe | 31 décembre 2019  | 22,96 millions d'exemplaires |
| Mario Kart 8 Deluxe | 31 mars 2020      | 24,77 millions d'exemplaires |
| Mario Kart 8 Deluxe | 30 juin 2020      | 26,74 millions d'exemplaires |
| Mario Kart 8 Deluxe | 30 septembre 2020 | 28,99 millions d'exemplaires |
| Mario Kart 8 Deluxe | 31 décembre 2020  | 33,41 millions d'exemplaires |
| Mario Kart 8 Deluxe | 31 mars 2021      | 35,39 millions d'exemplaires |
| Mario Kart 8 Deluxe | 30 juin 2021      | 37,08 millions d'exemplaires |
| Mario Kart 8 Deluxe | 30 septembre 2021 | 38,74 millions d'exemplaires |
| Mario Kart 8 Deluxe | 31 décembre 2021  | 43,35 millions d'exemplaires |
| Mario Kart 8 Deluxe | 31 mars 2022      | 45,33 millions d'exemplaires |
| Mario Kart 8 Deluxe | 30 juin 2022      | 46,82 millions d'exemplaires |
| Mario Kart 8 Deluxe | 30 septembre 2022 | 48,41 millions d'exemplaires |
| Mario Kart 8 Deluxe | 31 décembre 2022  | 52 millions d'exemplaires    |
| Mario Kart 8 Deluxe | 31 mars 2023      | 53,79 millions d'exemplaires |
| Mario Kart 8 Deluxe | 30 juin 2023      | 55,46 millions d'exemplaires |
| Mario Kart 8 Deluxe | 30 septembre 2023 | 57,01 millions d'exemplaires |
| Mario Kart 8 Deluxe | 31 décembre 2023  | 60,58 millions d'exemplaires |
| Mario Kart 8 Deluxe | 31 mars 2024      | 61,97 millions d'exemplaires |
| Mario Kart 8 Deluxe | 30 juin 2024      | 62,90 millions d'exemplaires |
| Mario Kart 8 Deluxe | 30 septembre 2024 | 64,27 millions d'exemplaires |
| Mario Kart 8 Deluxe | 31 décembre 2024  | 67,35 millions d'exemplaires |
|                     | 31 mars 2025      | 68,20 millions d'exemplaires |

### Récompenses
Mario Kart 8 a remporté le prix du « meilleur jeu de sport / course » et du « meilleur jeu familial » lors des Game Awards 2014 et a été récompensé aux British Academy Children's Awards 2014. En 2015, il a remporté le prix du meilleur jeu de course de 2014 aux DICE Awards.
Les sites GameSpot et IGN lui ont décerné le prix du meilleur jeu de l'année 2014 sur Wii U,, tandis que le site Eurogamer et le journal The Guardian lui ont décerné le prix du meilleur jeu de l'année 2014 tous supports confondus,.
Dans un classement dressé en décembre 2023, la rédaction de Game Informer positionne Mario Kart 8 Deluxe au 2d rang des dix meilleurs jeux sortis sur Nintendo Switch.
| Année | Récompenses                            | Catégorie                        | Résultats  | Références |
| ----- | -------------------------------------- | -------------------------------- | ---------- | ---------- |
| 2014  | 11e British Academy Games Awards       | Meilleur jeu                     | Lauréat    | [ 150 ]    |
| 2014  | The Game Awards 2014                   | Meilleur jeu familial            | Lauréat    | [ 151 ]    |
| 2014  | The Game Awards 2014                   | Meilleur jeu de sport/course     | Lauréat    | [ 151 ]    |
| 2015  | DICE Awards                            | Jeu de course de l'année         | Lauréat    | [ 152 ]    |
| 2015  | 11e British Academy Video Games Awards | Meilleur jeu                     | Nomination | [ 153 ]    |
| 2015  | 11e British Academy Video Games Awards | Audio                            | Nomination | [ 153 ]    |
| 2015  | 11e British Academy Video Games Awards | Jeu pour la famille              | Nomination | [ 153 ]    |
| 2015  | 11e British Academy Video Games Awards | Jeu multijoueur                  | Nomination | [ 153 ]    |
| 2015  | 28e cérémonie des Kids' Choice Awards  | Most Addicting Game              | Nomination | [ 154 ]    |
| 2017  | Golden Joystick Awards                 | Studio de l'année (Nintendo EPD) | Lauréat    | ,          |
| 2017  | Golden Joystick Awards                 | Jeu de l'année Nintendo          | Nomination | ,          |
| 2017  | The Game Awards 2017                   | Meilleur jeu familial            | Nomination | [ 157 ]    |
| 2017  | The Game Awards 2017                   | Meilleur jeu multijoueur         | Nomination | [ 157 ]    |
| 2018  | DICE Awards                            | Jeu de course de l'année         | Lauréat    | ,          |
| 2018  | 31e cérémonie des Kids' Choice Awards  | Jeux vidéo préférés              | Nomination | ,          |